# جاش ریچاردسون
جاش ریچاردسون (انگلیسی: Josh Richardson؛ زادهٔ ۱۵ سپتامبر ۱۹۹۳) یک بازیکن بسکتبال اهل ایالات متحده آمریکا است.
از باشگاه‌هایی که در آن بازی کرده‌است می‌توان به میامی هیت اشاره کرد.